# ملاحونی (هوراند)
ملاحونی یکی از روستاهای استان آذربایجان شرقی است که در دهستان دودانگه بخش مرکزی شهرستان هوراند  واقع شده‌است. این روستا ۲۷ نفر جمعیت دارد.